# Засади-Нові
Засади-Нові (пол. Zasady Nowe) — село в Польщі, у гміні Сведзебня Бродницького повіту Куявсько-Поморського воєводства.
Населення — 251 особа (2011).
У 1975-1998 роках село належало до Торунського воєводства.

## Демографія
Демографічна структура станом на 31 березня 2011 року:
|          | Загалом | Допрацездатний вік | Працездатний вік | Постпрацездатний вік |
| -------- | ------- | ------------------ | ---------------- | -------------------- |
| Чоловіки | 121     | 26                 | 85               | 10                   |
| Жінки    | 130     | 36                 | 64               | 30                   |
| Разом    | 251     | 62                 | 149              | 40                   |